# Ruellia simplex
Espèce
Classification phylogénétique
Ruellia simplex est une espèce de plantes à fleurs du genre Ruellia de la famille des Acanthaceae. C'est une plante herbacée originaire de Cuba, des Caraïbes, et d'Amérique du Sud.

## Description
Sa description en latin fut publiée pour la première fois en 1869 dans les "Anales de la Academia de Ciencias Médicas, Físicas y Naturales de la Habana",  Volume 6, page 321.
Sa fleur est d'un bleu indigo très intense. On en trouve aussi des variantes de couleur rose.
Très robuste et facile à multiplier (couper la tige et planter), elle sert souvent à créer dans les rues des bordures devant les maisons.

## Synonymes
Selon "The Plant List" 7 juin 2012
- Arrhostoxylum microphyllum Nees
- Cryphiacanthus angustifolius Nees
- Ruellia angustifolia (Nees) Lindau
- Ruellia brittoniana Leonard
- Ruellia  coerulea Morong
- Ruellia ignorantiae Herter
- Ruellia longipes Urb.
- Ruellia malacosperma Greenm.
- Ruellia microphylla (Nees) Lindau
- Ruellia microphylla Cav.
- Ruellia pacifica Svenson
- Ruellia spectabilis Britton
- Ruellia spectabilis (Hook.) G. Nicholson

## Photographies

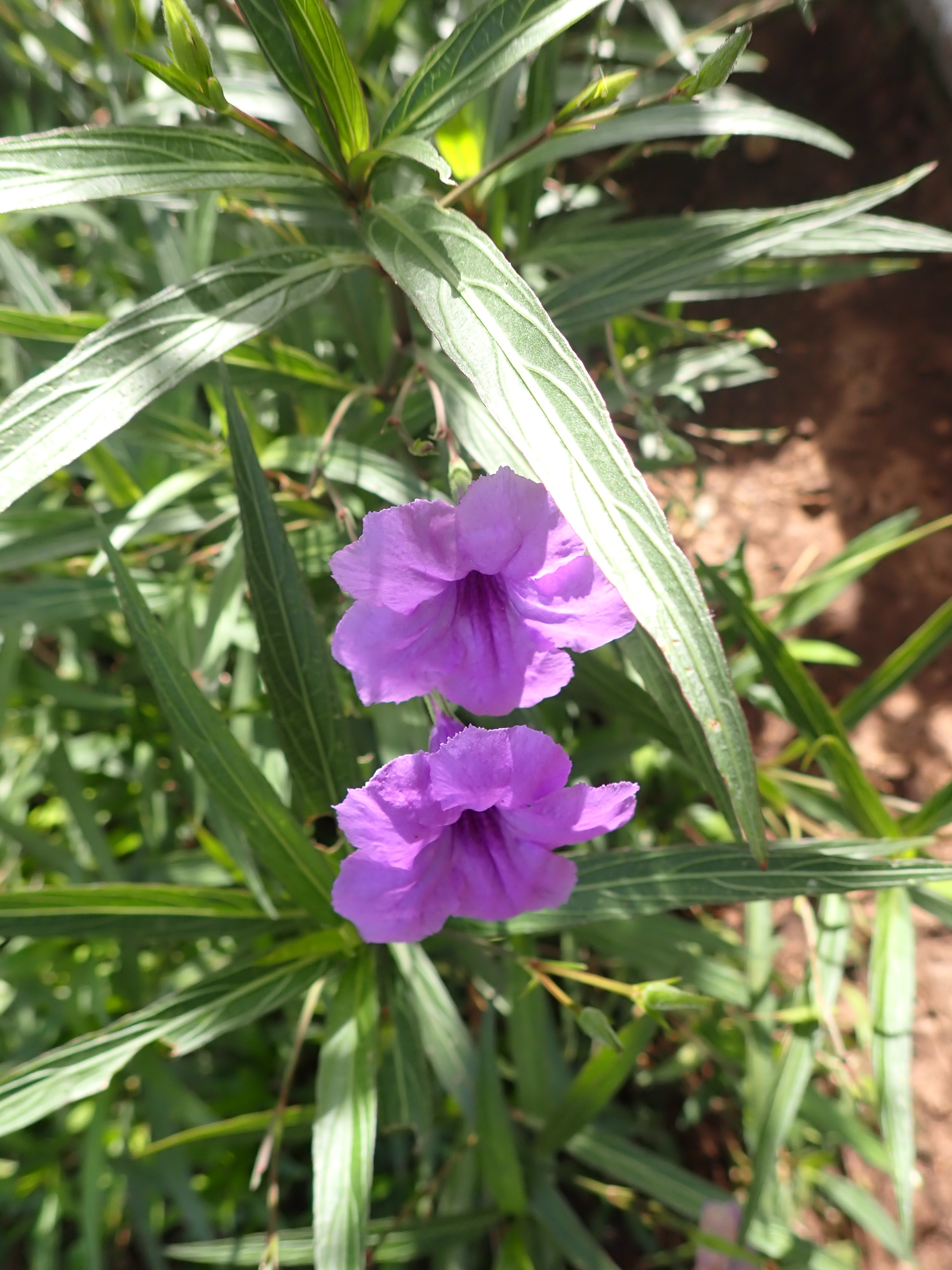
Ruellia simplex aux feuilles lancéolées.
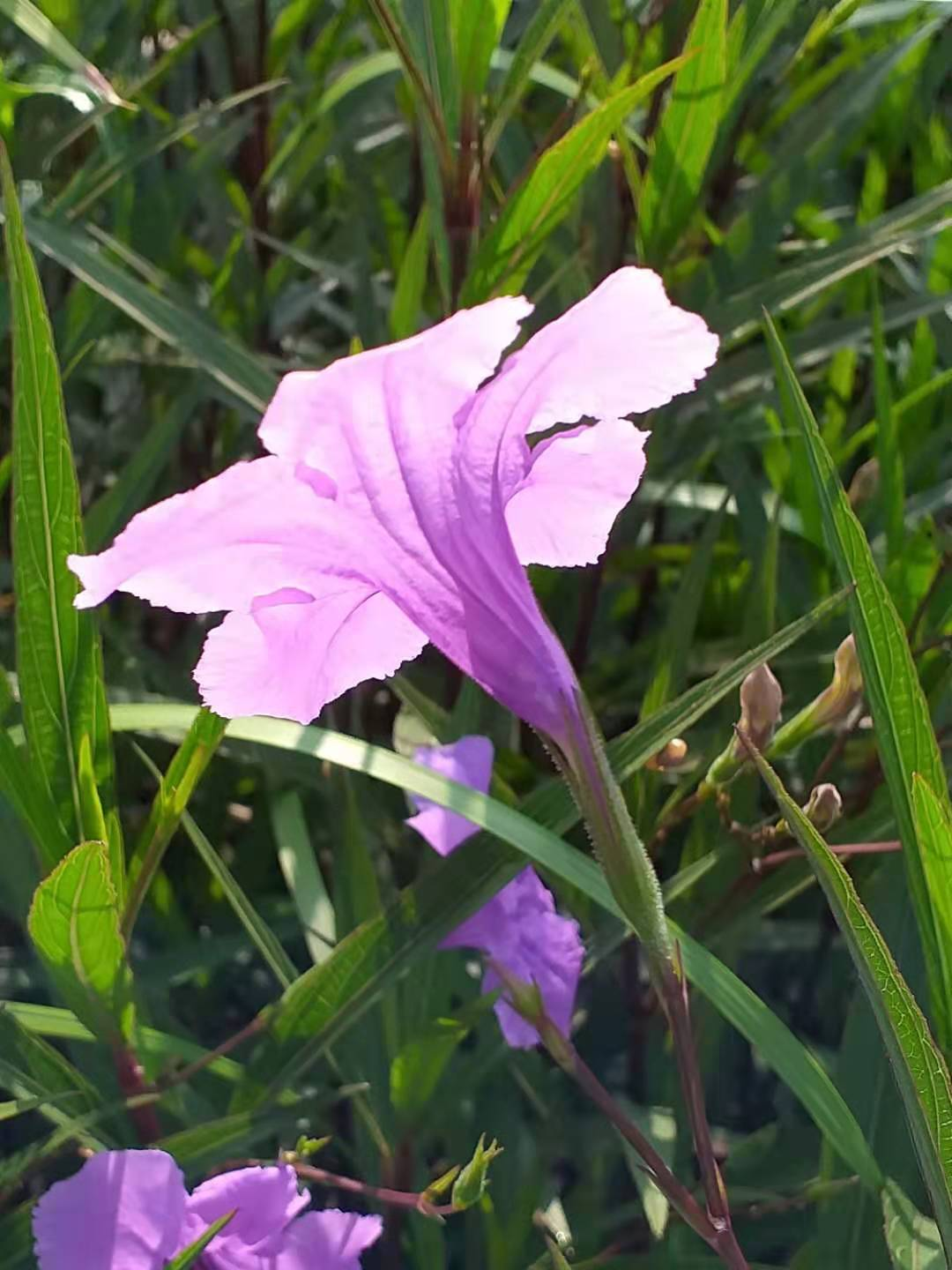
Fleurs en forme de trompette.
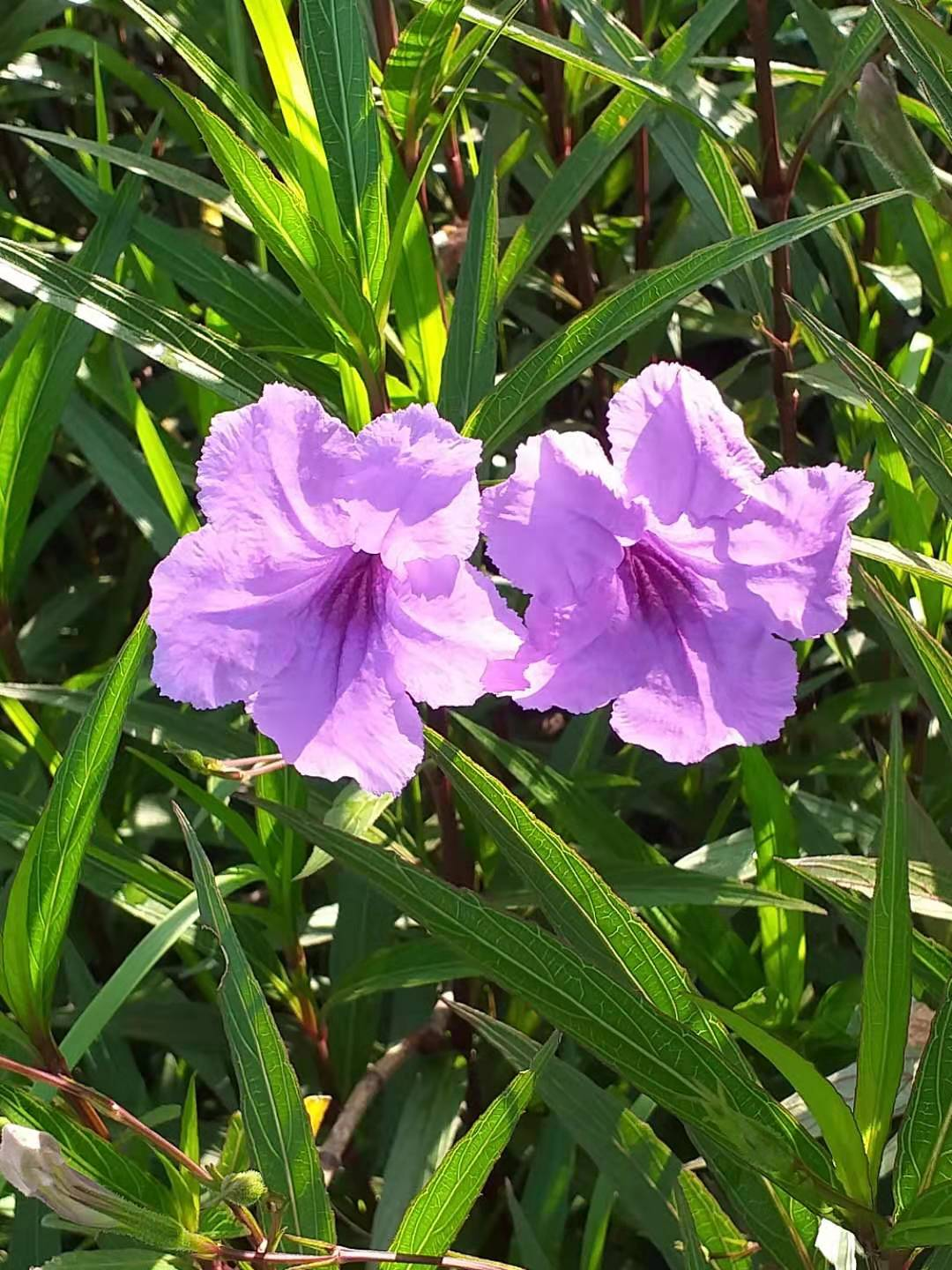
Tige et feuille.
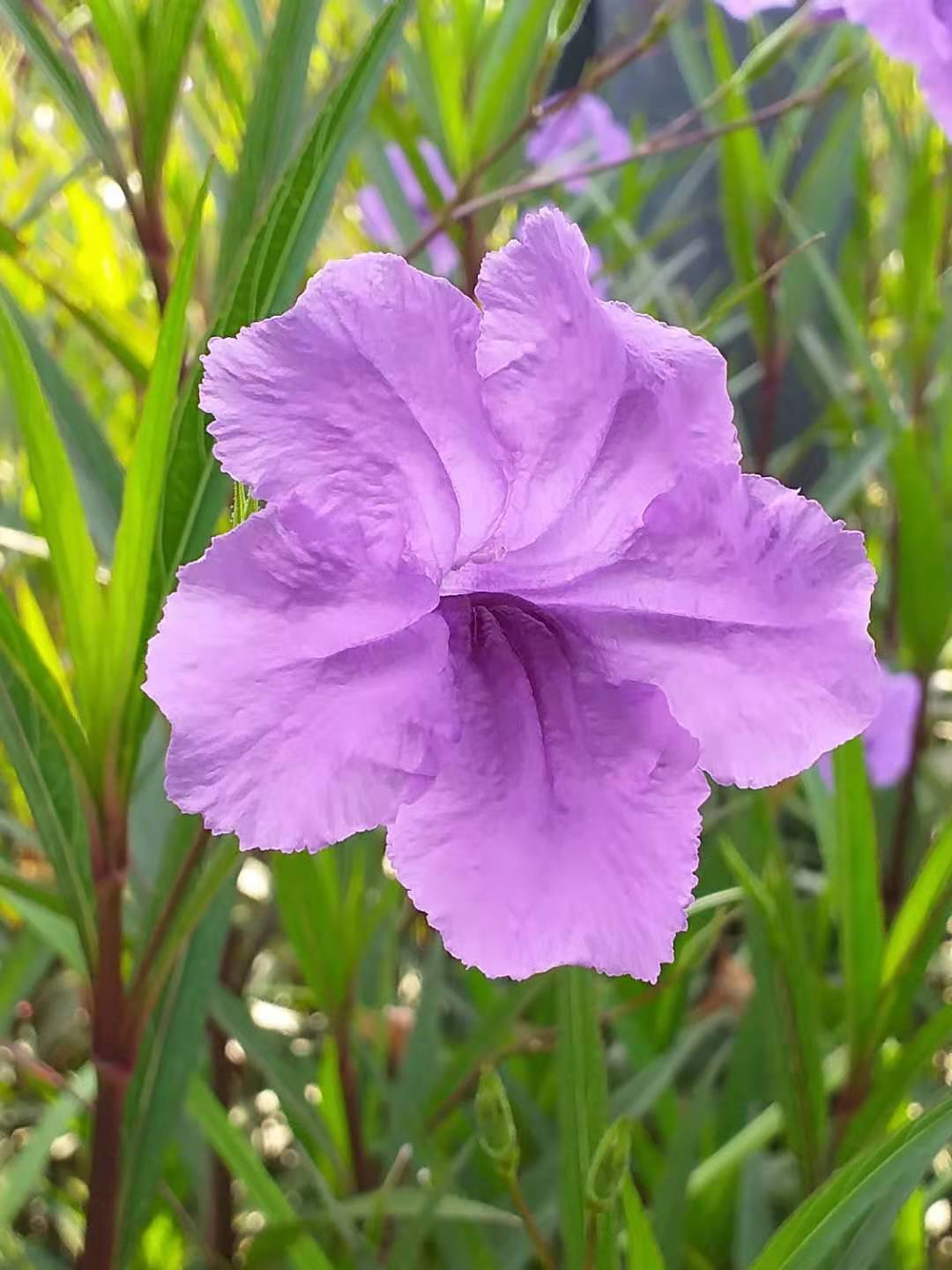
Fleur et tige.